# A Panda piace l'avventura
A Panda piace l'avventura è una miniserie a fumetti scritta e disegnata da Giacomo Bevilacqua, prima serie a fumetti dedicata al personaggio di Panda delle strisce umoristiche di A Panda piace.
La serie è stata pubblicata in albi bimestrali dalla Panini Comics da dicembre 2013 a febbraio 2015.

## Trama
Il fumetto è ambientato nella grande e popolosa città di Preferita, nota per essere «una delle principali mete turistiche del Mondo di Carta» per il suo caratteristico aspetto a forma di stella e per ospitare l'Archivio di Preferita, uno dei «monumenti più importanti del mondo» perché contiene tutto quello che piace o piacerebbe alla gente. In questa città si svolgono le avventure del protagonista Panda, una panda ingenuo e buono di cuore, alter ego dell'autore, che insieme ai suoi amici trascorre le proprie giornate tra problemi quotidiani e assurdi intrecci di natura apparentemente nonsense. In ogni storia Panda è accompagnato da un'entità umanizzata, come la Curiosità, l'Ansia, la Paura, tutte sensazioni comuni nella vita quotidiana che qui prendono forma antropomorfa per accompagnare Panda nelle sue avventure.

## Personaggi
- Panda, protagonista della serie, nato dalle strisce di A Panda piace nel 2008, è un panda ingenuo e buono di cuore, con la caratteristica di non poter parlare, ma solamente pensare: tuttavia ciò non è un problema perché chiunque pare comprenderlo.
- Crocco Drillo, è il miglior amico di Panda ed è un coccodrillo. Poco sveglio, sensibile e preciso, deve spesso subire le prepotenze e le prese di giro del Dr. Scimmia.
- Dr. Scimmia, scimmia sessuomane e irriverente, pensa sempre al sesso e non può fare a meno di prendere in giro gli altri, compresi Panda e soprattutto Crocco Drillo.
- Flora Tonti, giovane pollastra sgraziata, svampita e poco intelligente, non riesce mai a capire le situazioni in cui si ritrova calata.
- Godfrey Belly, uccello grasso e irriverente dal piumaggio blu, vorrebbe essere il protagonista del fumetto e per questo fa di tutto per mettersi in mostra o per rendere ridicolo Panda di fronte ai lettori.

## Produzione
Il fumettista Giacomo Bevilacqua approdò alla Panini Comics all'inizio del 2013, quando la casa editrice modenese decise di ripresentare ad un pubblico più ampio il personaggio di Panda delle strisce A Panda piace, pubblicate sul blog dell'autore e su alcune raccolte edite precedentemente da Edizioni BD e GP Publishing. Per l'occasione venne pubblicato il monografico Il primo grande libro di A Panda piace, che raccoglie le migliori strisce già pubblicate più alcuni inediti che per la prima volta esulavano dalla solita struttura consolidata per tentare nuovi approcci stilistici e narrativi. Il risultato venne apprezzato dal pubblico, così come fu apprezzata la raccolta di Metamorphosis Omnibus, che unisce i tre albi già editi dalla Editoriale Aurea nel 2012. Bevilacqua venne contattato dai responsabili di Panini Comics Marco Marcello Lupoi, Sara Mattioli e Diego Malara, che gli proposero così di dedicare a Panda una propria serie a fumetti, in quanto secondo loro con Metamorphosis l'autore aveva raggiunto una maturità tale da permettersi di "far crescere" il personaggio di Panda. Inizialmente scettico sulle possibilità di fare uscire il personaggio dallo schema della striscia, si ricredette al momento della prima scrittura, quando pensando ad un possibile mondo narrativo e ad una storia da raccontare, «i fatti e i personaggi sono venuti fuori da soli». Con l'uscita del primo albo, Curiosità, nel dicembre 2013, ci si apprestava inoltre a festeggiare i sei anni di Panda. La miniserie si concluse nel febbraio 2015 con l'ottavo e ultimo albo.
Il 21 luglio 2016 l'intera serie è stata ristampata in un unico volume in formato graphic novel con il titolo A Panda piace presenta: Ansia la mia migliore amica. Un'ulteriore ristampa in formato graphic novel, edita da Feltrinelli, è uscita nel 2020.

## Albi
| Nr. | Titolo                            | Data di pubblicazione |
| --- | --------------------------------- | --------------------- |
| 1   | Curiosità                         | 5 dicembre 2013       |
| 2   | Ansia e io                        | 13 febbraio 2014      |
| 3   | O per Ozio                        | 17 aprile 2014        |
| 4   | La Pazienza è la virtù dei Panda  | 26 giugno 2014        |
| 5   | Il carnevale di Paura             | 21 agosto 2014        |
| 6   | Per tutte le cose ferme nel tempo | 9 ottobre 2014        |
| 7   | Un'idea per domarli tutti         | 18 dicembre 2014      |
| 8   | Le strade che prende chi fugge    | 19 febbraio 2015      |